# Asymptote
Asymptote 是一种描述性矢量图形语言，由 Andy Hammerlindl, John C. Bowman (University of Alberta)，与 Tom Prince 开发。它提供了一种自然的基于坐标的工程绘图。Asymptot 适用于所有主流平台（UNIX、Mac OS，Microsoft Windows）。它是一款免费软件，以 GNU宽通用公共许可证发布。

## 语法和特点
Asymptote 用 LaTeX 输入标签和公式，输出高质量 PostScript、PDF、SVG或 3D PRC 文件。它受 Metapost 启发，但语法类似于 C++。它给出了一种输入数学图形的标准，就像 TeX/LaTeX 成为了输入公式的标准。它是数学导向的（例如向量的旋转是复数乘法），并利用单纯形方法和 deferred drawing 来解决固定大小对象（标签和箭头）和需随图形大小缩放对象的总体大小约束问题。Asymptote 将 Metapost 的路径构造算法完全扩展到三维，并把命令编译为真正的机器编码且不牺牲可移植性。Asymptote 本身实现了高级图形命令，允许它们为特定的用途定制。它还是第一个将 TeX 提升为三维的软件。